# Epithalassius elegantula
Epithalassius elegantula är en tvåvingeart som beskrevs av Villeneuve 1920. Epithalassius elegantula ingår i släktet Epithalassius och familjen styltflugor. Inga underarter finns listade i Catalogue of Life.